# 大学日本代表 対 NPBフレッシュ選抜
世界大学野球選手権 日本代表壮行試合 スカパー! プレゼンツ　大学日本代表 対 NPB フレッシュ選抜は、プロ野球である日本野球機構（NPB）と、アマチュアである全日本大学野球連盟の両者の主催で行われる、野球の二度目の「プロと大学の選抜チーム同士による交流戦」である。2010年7月26日、東京ドームにて開催。

## 開催経緯
日本初開催となる第5回世界大学野球選手権（同年7月30日-8月7日開催）への壮行試合として、大会出場予定の選手による大学野球選抜チームと、7月22日に長崎で開催のプロ野球フレッシュオールスターゲーム 2010に出場する選手を中心に選抜されたプロチームが対戦する交流試合である。冠スポンサーは、スカパー!。
2009年11月22日に行われたプロアマ初の交流試合U-26 NPB選抜 対 大学日本代表が大成功に終わり、試合後に交流戦を2010年7月に再び行う方向で調整することを表明。その後、2010年5月28日に公式ホームページの解説と同時に、交流試合を行う旨の正式発表を行った。

## 試合形式
- 試合は九回をもって終了とし、同点の場合は引き分けとなる。
- ホーム（3塁、後攻）側は大学日本代表、ビジターは NPBフレッシュ選抜、（1塁、先攻）側となる。
- 審判員は4人制（JUBF所属審判員4名）となる。
- ユニフォームは、大学日本代表は代表ホーム用、NPBフレッシュ選抜は選手の所属球団のビジター用を着用する。
- 指名打者制ルールを採用する。
- 出場人員は、両チームとも監督1名、コーチ3名以内、選手24名、チームスタッフ5名（マネージャー、トレーナー、広報、用具等）とする。
- 選手選抜方法は、監督1名、コーチ、選手22名、チームスタッフ5名（マネージャー、トレーナー、広報、用具等）とする。
  - 大学日本代表 
    - 第5回FISU世界大学野球選手権大会に出場する日本代表チーム。

  - NPBフレッシュ選抜 
    - フレッシュオールスターゲーム2010出場選手を中心に、一軍登録されていない選手。

## 試合中継

### テレビ
- 冠スポンサーであるスカパー!の独占放送。スカチャンおよびスカチャンHDで生放送。なお、PPVではなく、スカパー!のチャンネル契約者は無料で視聴できる。

### ラジオ
- ニッポン放送で生放送。

## 試合結果
試合開始時間 18:30（2時間27分、23,032人）
| JUBF | 0 - 4 | NPB |

|      | 1 | 2 | 3 | 4 | 5 | 6 | 7 | 8 | 9 | R | H | E |
| ---- | - | - | - | - | - | - | - | - | - | - | - | - |
| NPB  | 0 | 0 | 0 | 0 | 0 | 0 | 1 | 3 | 0 | 4 | 5 | 0 |
| JUBF | 0 | 0 | 0 | 0 | 0 | 0 | 0 | 0 | 0 | 0 | 6 | 0 |

1. 日：笠原、赤川、秋山、山崎正、○植松、辛島、矢地、阿斗里
2. 大：藤岡、野村、●中後、菅野
3. 勝利：植松優友
4. 敗戦：中後悠平

## 代表メンバー
No.は背番号。所属等は選出当時。

### 大学日本代表
| 位置   | No. | 氏名       | 所属等         |
| ------ | --- | ---------- | -------------- |
| 監督   | 30  | 榎本保     | 近畿大学監督   |
| コーチ | 40  | 應武篤良   | 早稲田大学監督 |
| コーチ | 50  | 横井人輝   | 東海大学監督   |
| コーチ | 55  | 古川祐一   | 神奈川大学監督 |
| 投手   | 1   | 斎藤佑樹   | 早稲田大学     |
| 投手   | 11  | 菅野智之   | 東海大学       |
| 投手   | 14  | 乾真大     | 東洋大学       |
| 投手   | 15  | 大石達也   | 早稲田大学     |
| 投手   | 17  | 藤岡貴裕   | 東洋大学       |
| 投手   | 18  | 澤村拓一   | 中央大学       |
| 投手   | 20  | 野村祐輔   | 明治大学       |
| 投手   | 21  | 中後悠平   | 近畿大学       |
| 捕手   | 22  | 小池翔大   | 青山学院大学   |
| 捕手   | 27  | 伏見寅威   | 東海大学       |
| 内野手 | 2   | 井上晴哉   | 中央大学       |
| 内野手 | 3   | 渡邉貴美男 | 國學院大学     |
| 内野手 | 4   | 阿部俊人   | 東北福祉大学   |
| 内野手 | 5   | 鈴木大地   | 東洋大学       |
| 内野手 | 6   | 荒木郁也   | 明治大学       |
| 内野手 | 7   | 岡崎啓介   | 立教大学       |
| 内野手 | 8   | 松本幸一郎 | 立教大学       |
| 内野手 | 28  | 多木裕史   | 法政大学       |
| 外野手 | 9   | 伊藤隼太   | 慶應義塾大学   |
| 外野手 | 10  | 伊志嶺翔大 | 東海大学       |
| 外野手 | 24  | 長谷川雄一 | 近畿大学       |
| 外野手 | 25  | 若松政宏   | 近畿大学       |

### NPBフレッシュ選抜
| 位置   | No. | 氏名       | 所属等                                         |
| ------ | --- | ---------- | ---------------------------------------------- |
| 監督   | 83  | 岡崎郁     | 読売ジャイアンツ二軍監督                       |
| コーチ | 79  | 大西崇之   | 読売ジャイアンツ二軍外野守備走塁コーチ         |
| コーチ | 79  | 五十嵐章人 | 福岡ソフトバンクホークス二軍外野守備走塁コーチ |
| コーチ | 82  | 木村龍治   | 読売ジャイアンツ二軍投手コーチ                 |
| コーチ | 86  | 岸川勝也   | 読売ジャイアンツ二軍打撃コーチ                 |
| コーチ | 88  | 仁村徹     | 東北楽天ゴールデンイーグルス二軍監督           |
| コーチ | 90  | 河本育之   | 読売ジャイアンツ二軍投手コーチ                 |
| 投手   | 27  | 秋山拓巳   | 阪神タイガース                                 |
| 投手   | 47  | 赤川克紀   | 東京ヤクルトスワローズ                         |
| 投手   | 51  | 植松優友   | 千葉ロッテマリーンズ                           |
| 投手   | 58  | 阿斗里     | 横浜ベイスターズ                               |
| 投手   | 58  | 辛島航     | 東北楽天ゴールデンイーグルス                   |
| 投手   | 59  | 矢地健人   | 中日ドラゴンズ                                 |
| 投手   | 62  | 山崎正貴   | オリックス・バファローズ                       |
| 投手   | 93  | 笠原将生   | 読売ジャイアンツ                               |
| 捕手   | 52  | 中村悠平   | 東京ヤクルトスワローズ                         |
| 捕手   | 59  | 黒羽根利規 | 横浜ベイスターズ                               |
| 内野手 | 2   | 今宮健太   | 福岡ソフトバンクホークス                       |
| 内野手 | 13  | 堂林翔太   | 広島東洋カープ                                 |
| 内野手 | 50  | 翔太       | 千葉ロッテマリーンズ                           |
| 内野手 | 54  | 藤村大介   | 読売ジャイアンツ                               |
| 内野手 | 55  | 大田泰示   | 読売ジャイアンツ                               |
| 内野手 | 55  | 筒香嘉智   | 横浜ベイスターズ                               |
| 内野手 | 56  | 中川大志   | 東北楽天ゴールデンイーグルス                   |
| 内野手 | 61  | 杉谷拳士   | 北海道日本ハムファイターズ                     |
| 外野手 | 54  | 大平成一   | 北海道日本ハムファイターズ                     |
| 外野手 | 65  | 斉藤彰吾   | 埼玉西武ライオンズ                             |
| 外野手 | 66  | 田中大二郎 | 読売ジャイアンツ                               |
| 外野手 | 68  | 枡田慎太郎 | 東北楽天ゴールデンイーグルス                   |

## 概要
2009年
- 12月9日 NPBはNPB選抜と大学日本代表の交流戦を2010年7月に再び行う方向で調整していると明かした。下田邦夫事務局長は「シーズン中のため、個人的には、大学生と同じ22歳以下の選抜チームにできないかと考えている」とコメントした。[1]

2010年
- 4月27日 2010年10月に台湾で行われるIBAFインターコンチネンタルカップに、巨人の岡崎郁2軍監督が就任する発表と同時に、本大会でもNPB側の監督となることが内定。[2]
- 5月28日　公式HPを開設。
- 6月22日　大学日本代表チームの監督、コーチ、選手を発表。
- 7月12日　NPBフレッシュ選抜出場選手を発表。ほとんどの出場選手は、フレッシュオールスターに出場しない選手となった。また国歌斉唱は、藤澤ノリマサと発表された。